# Filmski producent
Filmski producent je osoba na čelu produkcije filma i uz redatelja glavna osoba koja radi na filmu.
Producenti su odgovorni za pokretanje procesa produkcije filma i njezino financiranje, ali i za unajmljivanje osoblja potrebnog za nju.
Producenti sudjeluju i u procesu postprodukcije, koja se sastoji od uređivanja filma za njegovu konačnu verziju. Taj se proces također sastoji od prikazivanja filma pokusnoj publici, koja nakon toga daje komentare prema kojima producenti uvide moguće nedostatke i traže od redatelja da ih ispravi, kako ne bi negativno utjecali na kvalitetu konačne verzije filma.